# ميثانات جرثومية
الميثانات الجرثومية (الاسم العلمي: Methanomicrobiaceae) هي فصيلة من العتائق تتبع رتبة الميثانيات الجرثومية من شعيبة الميثانانية الجرثومية.

## أجناس
- ميثانية جرثومية